# Lepidosperma leptostachyum
Lepidosperma leptostachyum är en halvgräsart som beskrevs av George Bentham. Lepidosperma leptostachyum ingår i släktet Lepidosperma och familjen halvgräs. Inga underarter finns listade i Catalogue of Life.